# 塔桥站
塔桥站是位于安徽省芜湖市龙山街道的一个铁路车站，邮政编码241008。车站建于1934年，有宁铜铁路经过该站，现办理货运和客运业务，有8461/2/3/4/5/6次芜湖枢纽通勤列车和8467/8470次通勤列车办理客运业务。车站正线及其上下行区间均为复线，均未电气化。车站距离中华门站114公里，隶属中国铁路上海局集团有限公司，是四等站。本站设有2条正线、3条到发线。
1995年，本站实施技术改造，行车信号设备使用6502电气集中闭塞系统，成为微机联锁站。2024年5月车站开始扩建工程，新建塔桥多式联运基地，同时对车站既有站场进行改造、新建2条到发线并重建信号楼，2024年10月新站场建成投用。